# Tereswa (osiedle)
Tereswa (ukr. Тересва, ros. Тересва, słow. Teresva, węg. Taracköz) – osiedle typu miejskiego w rejonie tiaczowskim obwodu zakarpackiego Ukrainy.
Położona przy ujściu rzeki Tereswy do Cisy.
Stacja kolejowa.

## Historia
Status osiedla typu miejskiego posiada od 1957.
W 1989 liczyło 7204 mieszkańców.
W 2013 liczyło 7594 mieszkańców.